# Cofradía de los Ramos (Cáceres)
La Real y Fervorosa Hermandad de Nazarenos y Cofradía de los Ramos, Cristo de la Buena Muerte, Virgen de la Esperanza y San Juan Bautista es una cofradía de la Semana Santa de Cáceres, en España. Fundada originalmente en 1946, es la cofradía de origen no medieval más antigua de la Semana Santa cacereña.
Procesiona el Domingo de Ramos, Martes Santo y Miércoles Santo. Su sede canónica se encuentra es la iglesia de parroquial de San Juan Bautista, en el barrio de San Juan de los Extramuros de Cáceres.

## Historia
La Cofradía nació del culto a las Cinco Llagas de Nuestro Señor Jesús de la Buena Muerte, vulgo Cristo del Pardo datada del año 1928; fue el 16 de febrero de 1946 cuando finalmente se funda la Cofradía de los Ramos y Cristo de la Buena Muerte, con la finalidad de “fomentar el culto a Cristo Redentor en la advocación de su Entrada Triunfal en Jerusalén y en el trance de su Expiración”.
El 4 de abril de 1946 se constituye la primera Junta de Gobierno de la cofradía, donde se decide adquirir un grupo escultórico, representando la Entrada de Jesús en Jerusalén, a la Casa Bayroda Basols de Casabó de Olot (Gerona) y tener como titular de la nueva Cofradía a una imagen, propiedad de la parroquia y que se conoce con el nombre de Cristo del Pardo.
Con todo listo el 14 de abril de 1946 realiza el paso de la Entrada de Jesús en Jerusalén, conocida popularmente como "La Burrina", en su primera salida recorrió las siguientes calles: San Juan, Gran Vía, Plaza Mayor, Gabriel y Galán, Duque, Plaza Mayor, Pintores, San Pedro, Donoso Cortés, Sergio Sánchez y San Juan.
El Miércoles Santo lo haría el Cristo de la Buena Muerte, que recorrería en andas muy sencillas calles del casco histórico de la ciudad: San Juan, Sergio Sánchez, Pizarro, Soledad, Santa Clara, Puerta de Mérida, Adarves, Arco de la Estrella, Plaza de Santa María, Tiendas, Cuesta del Maestre, Caleros, Santiago, Camberos, Muñoz Chaves, Duque, Gabriel y Galán, Plaza Mayor, Pintores y San Juan.
La Cofradía ponía así en la calle dos cortejos procesionales en una Semana Santa donde todas las procesiones eran a partir del Jueves Santo, siendo algo histórico en la ciudad.
El primer Quinario al Cristo fue de Viernes de Dolores a Martes Santo y cabe reseñar que en aquellas fechas apenas se cabía en el templo dada la asistencia de fieles. La Cofradía supuso un auténtico revulsivo en el mundo cofrade de entonces. No sólo por ser la primera nacida tras siglos de nulas creaciones sino por el estilo, los enseres, el impulso joven y renovador. Igualmente, se decidió realizar el Sermón de las Siete Palabras el Viernes Santo en la mañana y el Descendimiento a las tres de la tarde de ese mismo día y además una Vía‑Crucis
En 1949 se encarga la hechura de una imagen de la Virgen María a José García Bravo, escultor cacereño afincado en Madrid, la imagen es bendecida en la ciudad el 31 de marzo de 1949 y procesiona por primera vez el Miércoles Santo en un paso de madera de nogal oscura realizada por el artesano cacereño Santiago Porras y bajo un palio de terciopelo verde con flecos de oros hechos en la Casa Palacios Arroñiz.
Tras tal impulso de la Cofradía en estos años se decide cubrir más días vacantes de la Semana Santa de Cáceres, encargando el 8 de marzo de 1951 al escultor madrileño Monreal un nuevo paso representando el "Perdón de la Magdalena” y destinado a procesionar el Lunes Santo. A pesar de anunciarse esta misma Semana Santa, el paso era de muy baja calidad y fue devuelto, suspendida la procesión. Es entonces en 1952 y tras la creación de la Cofradía del Cristo de las Batallas, que ocupaba el Lunes Santo, cuando la cofradía decide realizar una procesión el Martes Santo con el Cristo de la Buena Muerte, esta vez bajo la advocación de Cristo del Perdón, realizando una procesión hasta la Prisión Provincial, donde se libera a un preso en última fase de condena y siempre que no fuese por delito de sangre.
La Cofradía sigue creciendo con el paso de los años y ya en marzo del año 1996 se bendice y procesiona por primera vez la imagen de Nuestro Padre Jesús del Perdón, que viene a sustituir al Cristo de la Buena Muerte en la procesión del Martes Santo, la imagen es un nazareno que cede el Obispado de Coria-Cáceres. Ese mismo año, el 18 de diciembre, por las Bodas de Oro de la Cofradía, se bendice la corona de María Santísima de la Esperanza, con la cual procesiona a día de hoy.
La Cofradía ha pasado por muchas fases en estos años, adquirió otro palio en cuyo techo como Gloria esta la Virgen de la Montaña, Patrona de la Ciudad, así como andas plateadas. La Cofradía cuenta con cultos tanto para el Cristo como para María, en 2021 la cofradía celebra su 75 Aniversario y realiza una procesión extraordinaria con María Santísima de la Esperanza bajo palio, rindiendo un homenaje al Cuerpo Nacional de Policía por "su dedicación y entrega a los ciudadanos durante la pandemia".
Actualmente cuenta con un Grupo Joven llamado "La Burrina" llamado así por el paso que abre el Domingo de Ramos, la Sagrada Entrada de Jesús en Jerusalén.

## Imaginería de la Cofradía

### Sagrada Entrada de Jesús en Jerusalén

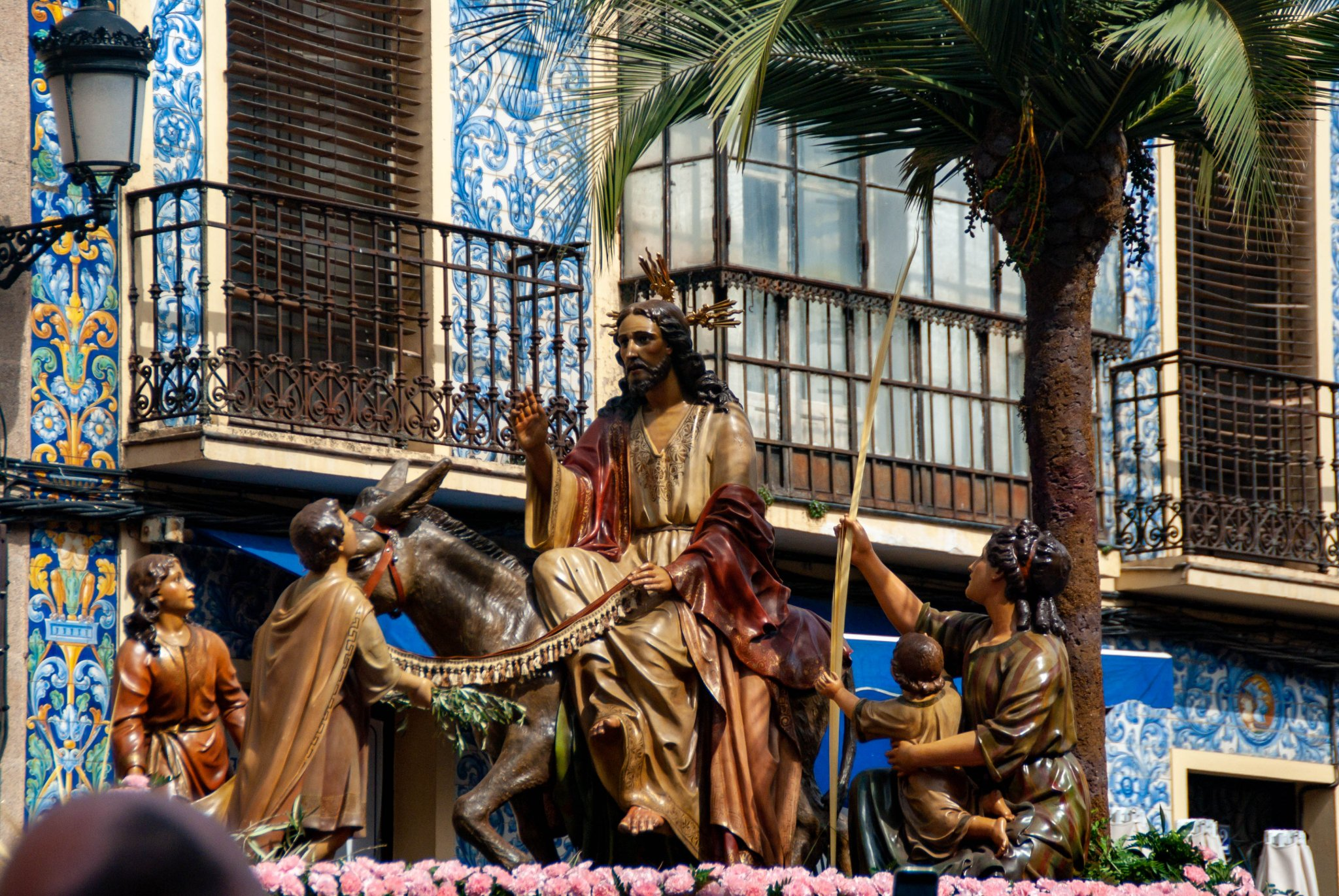
Sagrada Entrada de Jesús en Jerusalén "Burrina"

Conocida coloquialmente en la ciudad como "La Burrina". La Cofradía adquiere en 1946 a la Casa Vayroda Basols. Casabo de Olot. Gerona un grupo escultórico en escayola realizado por el escultor Jaume Martrús i Riera (Manresa 1889) en 1915 la imagen de Cristo, la mujer y el niño y un San Pedro que no figura en el paso. Joaquim Claret i Vallés (Camprodon 1879) realiza en 1916 los dos niños hebreos.
Aparece Jesús, en actitud de bendecir, subido en una pollina. Lleva potencias de alpaca dorada de Manuel de los Ríos, estrenadas en la Semana Santa de 2006, regalo de José Manuel Martín Cisneros, el animal, por su parte, lleva en su hocico unas jáquimas realizadas por el cacereño Augusto Lorenzo Justo.
Las imágenes secundarias se dividen en dos grupos: en la delantera del paso hay dos figuras, un niño y una niña que extiende un paño de terciopelo rojo con el anagrama JHS bordado en oro estrenado en la Semana Santa de 1997. El otro grupo lo conforma tan solo la imagen de una mujer que con la mano izquierda sujeta a su hijo y con la derecha levanta una palma o rama de olivo. Tanto la madre como el hijo aclaman a Cristo. 

### Nuestro Padre Jesús del Perdón

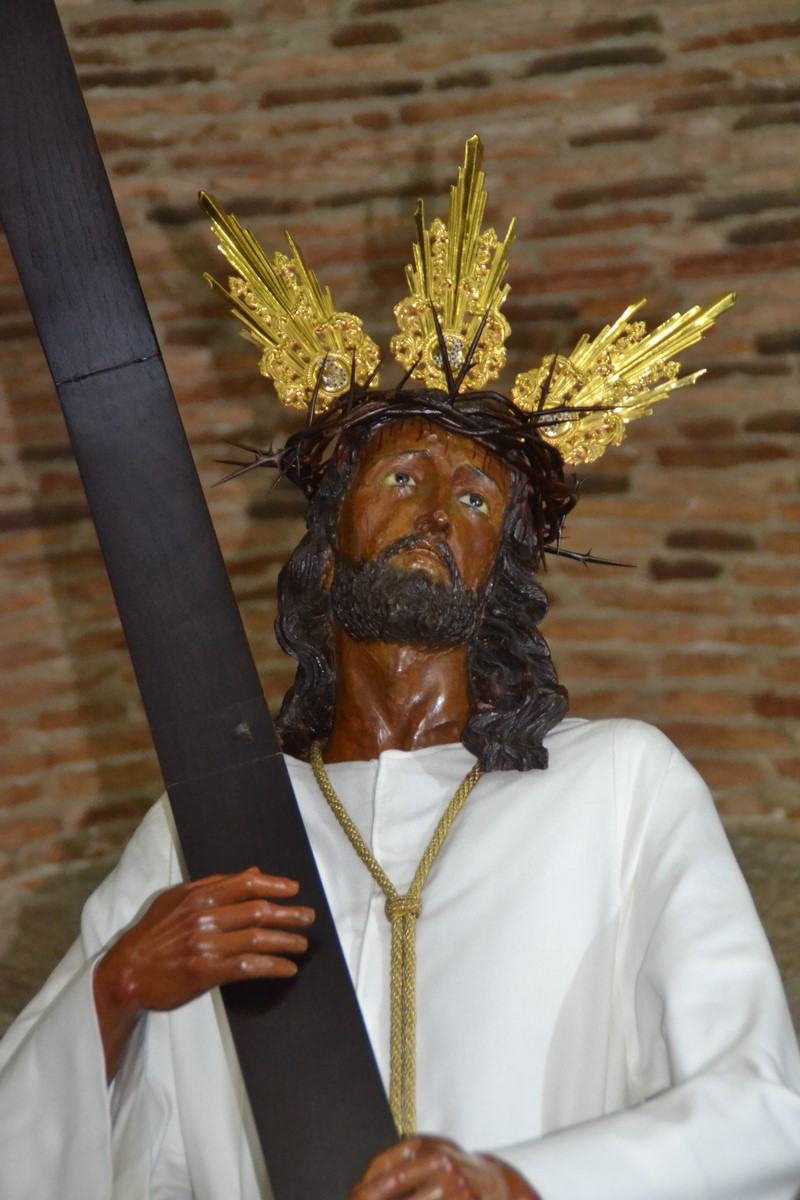
Ntro. Padre Jesús del Perdón

La talla del Cristo del Perdón es una de las imágenes que fue rescatada por el obispado de la iglesia de Nuestra Señora de la Asunción de Granadilla, una villa del norte de la diócesis que fue abandonada tres décadas antes por haber inundado sus tierras las aguas del embalse de Gabriel y Galán. En su villa de origen, se veneraba como Jesús Nazareno con la cruz a cuestas. Fue cedido por el obispado a la cofradía en 1996, pero en su nuevo culto cacereño se le retiró la cruz a la imagen, quedando como si representara un Ecce-Homo.
Nuestro Padre Jesús del Perdón era originalmente una imagen de candelero, realizada en madera policromada a finales del siglo XVII y que se puede incluir en el estilo barroco castellano. Tiene talladas la cabeza, manos y, en su origen, un pie; aunque en la restauración que sufrió en 2002 se le talló un cuerpo, aparte que en dicha intervención se le varió la tonalidad de la policromía y ganó en altura el Cristo.
Luce unas potencias de metal dorado realizadas en 1996 en el taller de Manuel de los Ríos (Sevilla).
Durante la cesión a la hermandad esta lo procesionara representando al Ecce-Homo, procesionó así desde 1996 hasta 2018, donde la Cofradía decide volver a la representación original del Cristo, representando ahora el momento en el que Jesús recibe la Cruz. Este paso es acompañado por música de viento en contraste a la banda de cornetas y tambores con las que antes procesionaba, también cambia su recorrido por completo para realizar su estación de penitencia a los tres conventos de clausura en la Ciudad Monumental de Cáceres.

### Santísimo Cristo de la Buena Muerte

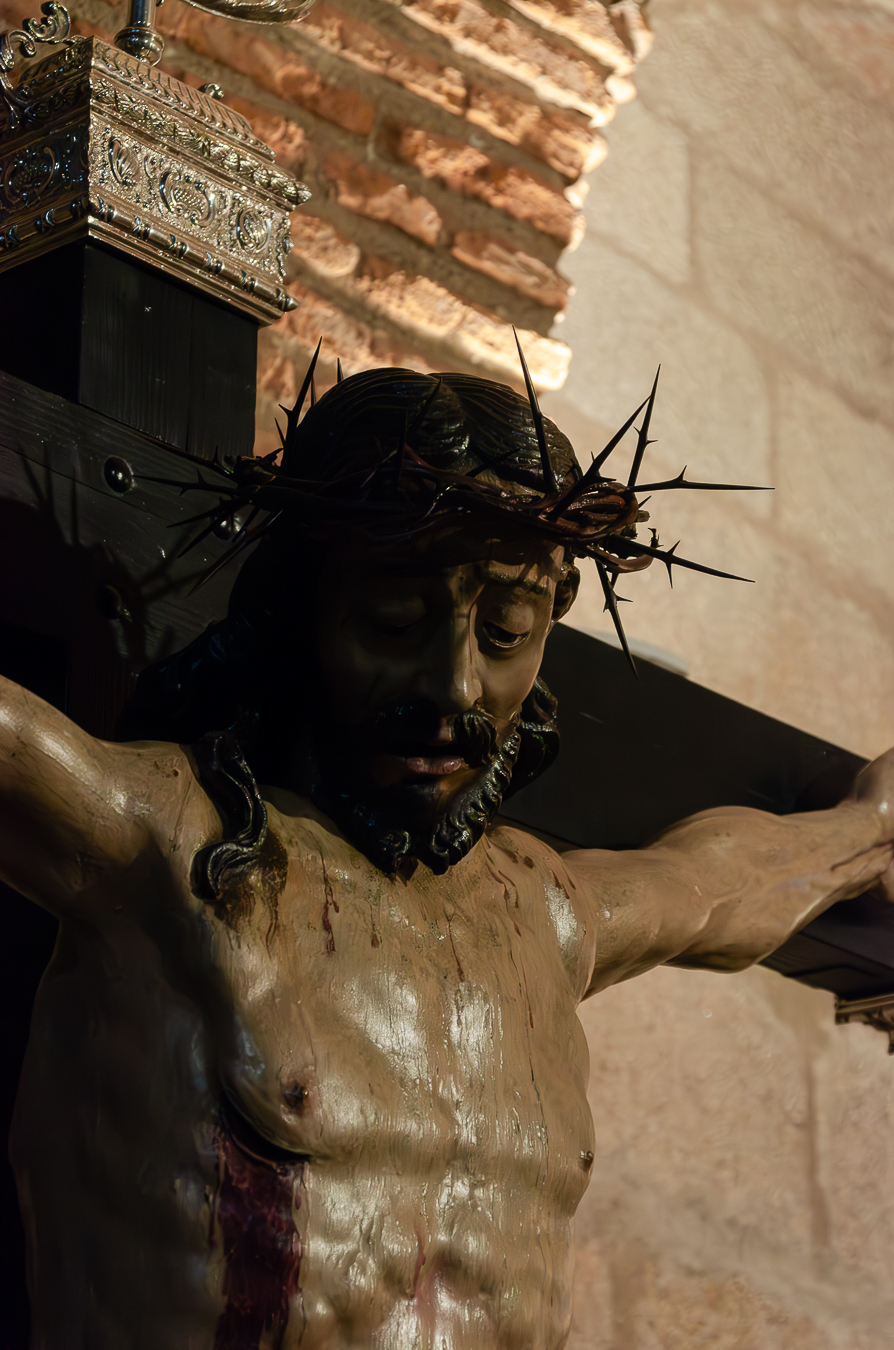
Santísimo Cristo de la Buena Muerte

Según consta en los archivos de la Parroquia, la imagen llega a Cáceres en 1661 traída por un grupo de nobles encabezado por Inés de Vargas desde Salamanca, y venerada con el nombre de Cristo del Pardo. Pertenece a la Parroquia que la tiene cedida en usufructo a la Cofradía. Es una imagen de autor anónimo del siglo XVII.
Es un crucificado, aún vivo, con la boca entreabierta y mirada profundamente dolorida. La cabeza ligeramente acunada hacia su derecha. De tamaño natural, aparece sobre una sencilla cruz de madera en negro rematada en casquetes de alpaca plateada del Taller de Manuel de los Ríos estrenados en la Semana Santa de 1999. Sobre el superior va INRI en el mismo metal y del mismo autor regalo de su camarera María Luz García Moreno que regaló así mismo el casquete inferior de uso en el templo. Tiene paño de pureza de lienzo encolado, aunque procesiona con otro de gasa blanca y remates de encaje; la corona es de espinas naturales. De estilo barroco, pertenece a la escuela castellana.
Su paso procesional es el mismo que Jesús del Perdón y por tanto el antiguo paso de María Santísima de la Esperanza, remata las cuatro esquinas cuatro artísticos hachones en madera de cedro con incrustaciones de plata adquiridos a Manuel de los Ríos en 2000, y provenientes de la Hermandad del Cautivo de Chipiona.

### María Santísima de la Esperanza

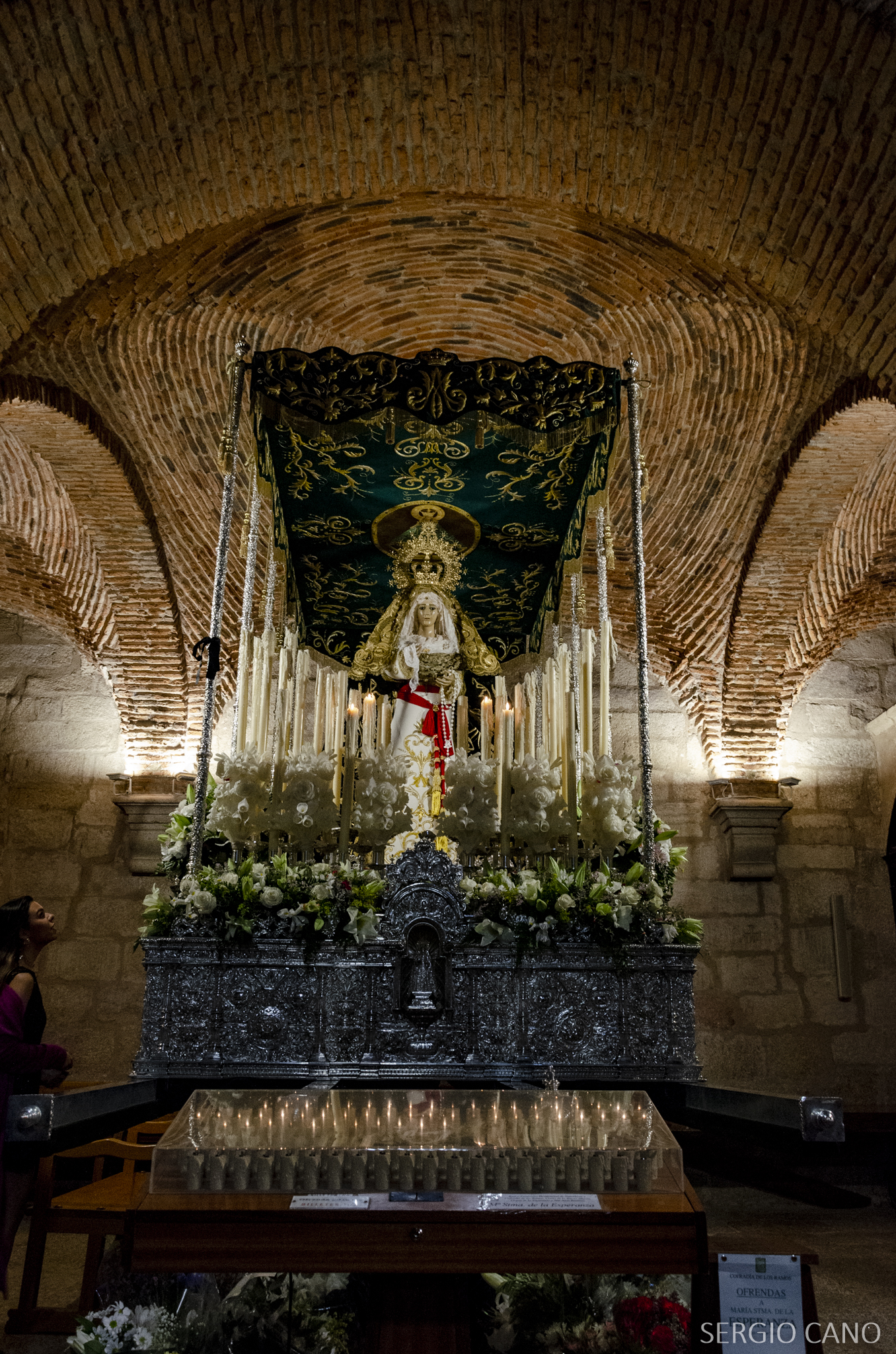
Paso de palio de María Stma. de la Esperanza

La imagen de María Santísima de la Esperanza es realizada por José García Bravo, es una imagen de candelero de 1.65m de altura siendo una talla de estilo neo-barroco donde el autor representa a una mujer joven de dulce llanto, ceño fruncido y gran belleza. Se realizó en 1949. la imagen presentaba, como peculiaridad, lágrimas de sangre, las cuales fueron suprimidas por lágrimas de cristal en su última restauración.
Como dato curioso reflejar que el escultor se inspiró observando a las vírgenes sevillanas de la Esperanza Macarena y Esperanza de Triana. Luce para la procesión un manto de terciopelo verde de más de seis metros de largo y bordado en su mayor parte en oro, con piedras y perlas, confeccionado en 1966 por la Casa Palacios y Palacios de Sevilla.

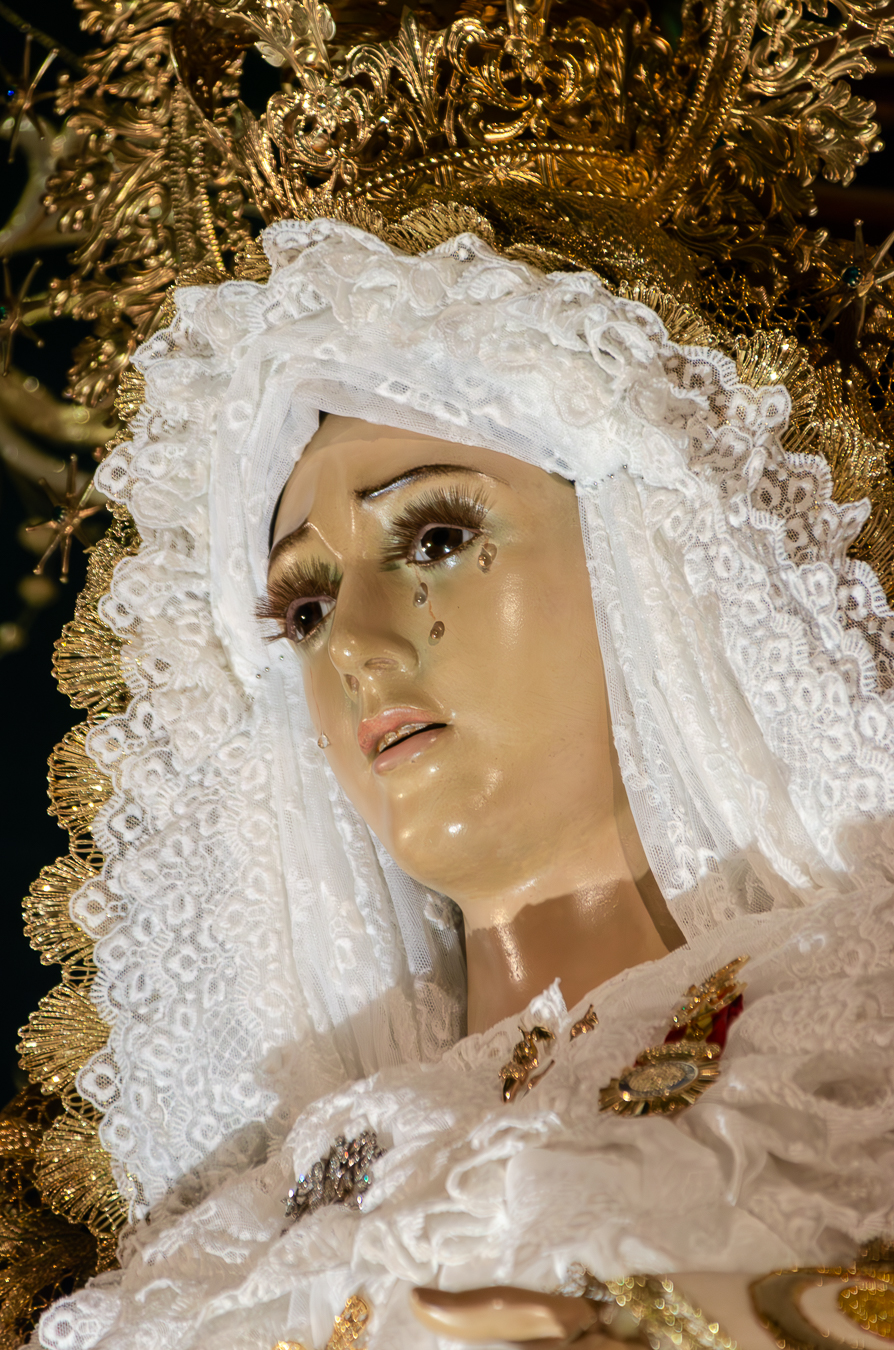
María Santísima de la Esperanza

Es una de las devociones marianas más grandes de la ciudad, su salida el Miércoles Santo reúne a un gran número de mantilla que acompañan el paso.
Procesionaba antiguamente en las andas de Ntro. Padre Jesús del Perdón pero más tarde se realiza su propio trono de alpaca plateada realizada por el Taller de Manuel Román Seco en 1960, con la peculiaridad de tener diez varales en vez de los doce tradicionales.
En 2004, se estrenaron las nuevas bambalinas del palio, bordadas en oro fino en el taller de bordados Virgen de las Mercedes de Coria del Río dirigido por Francisco Franco Ortega. En 2005, se estrena el techo de palio con bordados del mismo taller, apareciendo en la gloria un óleo obra de Marcos de Obregón de la Virgen de la Montaña, Patrona de Cáceres.  
En 2024 la Cofradía adquiere un llamador para el paso de palio, se trata de una réplica de la escultura de San Jorge que preside la plaza que lleva su nombre en la ciudad monumental, siendo así la primera y única virgen cacereña cuyo trono procesional tiene las dos imágenes patrones de la Ciudad, la Virgen de la Montaña en el techo del palio y San Jorge en el llamador.

## Procesiones
La cofradía de los Ramos cuenta con 3 desfiles procesionales en la Semana Santa de Cáceres, siendo el primero el Domingo de Ramos, el segundo el Martes Santo y el tercero el Miércoles Santo.

#### Hábito
Para el hermano de carga: Túnica blanca ceñida con cíngulo de lana amarilla, capa y capuchón morado de terciopelo con bordado dorado en forma de palma. Medalla, guantes blancos y zapato de color negro. 
Para el hermano de escolta: Túnica blanca ceñida con cíngulo de lana amarilla, esclavina morada de terciopelo con bordado dorado en forma de palma. Medalla, guantes blancos y zapato de color negro.

### Procesión de los Ramos
Es por excelencia la procesión de los niños, la mayoría del cortejo lucen palmas rizadas y los tramos más cercanos al Señor lucen palmas de 2 metros de altura, todas ellas junto a los olivos bendecidos a las puertas de la iglesia de San Juan por el director espiritual.
El grupo escultórico de la Burrina estrenó en 2022 una espectacular palmera en la trasera del paso.
Como curiosidad es tradición que el pregonero o la pregonera de la Semana Santa de Cáceres realice la primera llamada a los hermanos de carga o "levantá" del paso tras el acto de bendecir las palmas en San Juan.

#### Pasos
- Sagrada Entrada de Jesús en Jerusalén (Burrina)

#### Itinerario
Plaza de San Juan (bendición de las palmas), San Pedro, Donoso Cortés, Pizarro, Soledad, Plaza de Santa Clara, Puerta de Mérida, Adarves de la Puerta de Mérida, del Padre Rosalío, de Santa Ana y de la Estrella, Arco de la Estrella, Plaza Mayor, Pintores, Plaza de San Juan y Templo de San Juan.

#### Acompañamiento musical
- Banda Infantil de Cornetas y Tambores del Espíritu Santo (Cáceres), en la Cruz de Guía.
- Agrupación Musical “Nuestra Señora de la Misericordia” (Cáceres), en el paso de misterio.

### Procesión del Perdón
Con el paso de los años esta procesión no ha tenido su hueco exacto, ha cambiado de itinerario en multitud de ocasiones, ha tenido bandas de CCTT, ha estado sin música, con timbal destemplado, ha recorrido la parte antigua por zonas inéditas para la Semana Santa como el Arco del Postigo, pero en los últimos años la cofradía ha asentado las bases en el rezo del Vía Crucis acompañado del Trío de capilla "Sacrum Trío".
La imagen que anteriormente procesionaba representando a Jesús Cautivo ahora representa el momento exacto donde se le entrega la cruz al señor y este la abraza y acepta su Pasión. Asemejando a imágenes como el Cristo de la Corona o Jesús Nazareno del Silencio.

#### Pasos
- Nuestro Padre Jesús del Perdón

#### Itinerario
San Juan, Roso de Luna, Donoso Cortés, Pizarro, Soledad, Plaza de Santa Clara (Convento de Santa Clara), Puerta de Mérida, Adarve de la Puerta de Mérida, Olmos (Convento de las Jerónimas), Condes, Orellana, Callejón de la Monja, Cuesta de la Compañía, Plaza de San Mateo (Convento de San Pablo), Ancha, Puerta de Mérida, Plaza de Santa Clara, Soledad, Hornos, Gallegos, Plaza de San Juan e Iglesia de San Juan.

#### Acompañamiento musical
- Trío de capilla "Sacrum Trío".

### Procesión de la Esperanza
Es la procesión principal de la cofradía pues en ella salen sus titulares, es una procesión que si bien ha tenido cambios en su itinerario u horario siempre ha seguido un patrón, es una procesión que goza de bastante popularidad entre los cacereños.

#### Pasos
- Santísimo Cristo de la Buena Muerte
- María Santísima de la Esperanza

#### Itinerario
Iglesia de San Juan, Corredera de San Juan, Gran Vía, Plaza Mayor, Gabriel y Galán, Sancti Espíritu, Margallo, Ríos Verdes Bajo, Andrada, Santo Domingo, Plaza de la Concepción, Moret, Pintores e Iglesia de San Juan, donde a la llegada de la Virgen se canta la Salve.

#### Acompañamiento musical
- Banda Infantil de Cornetas y Tambores del Espíritu Santo (Cáceres), en la Cruz de Guía.
- Agrupación Musical “Nuestra Señora de la Misericordia” (Cáceres), en el Cristo.
- Agrupación Músico-Cultural de Bienvenida, en el paso de palio.

### Solemne Procesión deSan Juan Bautista
Es la incorporación más reciente, se realiza el 24 de junio organizado íntegramente por el Grupo Joven "La Burrina", se procesiona al santo por las calles aledañas a la parroquia de San Juan.

#### Pasos
- San Juan Bautista

#### Itinerario
Iglesia de San Juan, Sergio Sánchez, Donoso Cortes, San Pedro e Iglesia de San Juan

#### Acompañamiento musical
- Agrupación Musical “Nuestra Señora de la Misericordia” (Cáceres), en el paso del Santo.

## Celebraciones y cultos
En cuanto a las celebraciones cultuales que organiza la Cofradía destacamos algunos actos que se han ido añadiendo con el paso de los años:
- Solemne bajada del Cristo de la Buena Muerte el Martes de Carnaval
- Quinario en honor al Cristo de la Buena Muerte, realizado los cinco primeros días de Cuaresma a partir del Miércoles de Ceniza
- Bendición de Palmas, se realiza el Domingo de Ramos a las 12:15 en la Iglesia de San Juan Bautista frente al paso de la "Burrina"
- Triduo y Procesión de San Juan Bautista siendo el 24 de junio su fiesta.
- Novena en honor a María Santísima de la Esperanza, del 10 al 18 de diciembre, el 18 de diciembre tras la Solemne Eucaristía y Función Principal de la cofradía, se realiza una procesión hasta el Convento de Santa Clara . El 18 o 19 se realiza una misa muy especial conocida como la "Misa de Santa María por el Rito Hispano-Mozárabe"